# 아그네지아과
아그네지아과(Agneziidae)는 편새해초목에 속하는 피낭동물과의 하나이다.

## 하위 속
- Adagnesia Kott, 1963
- 아그네지아속 (Agnezia) Monniot & Monniot, 1991
- Caenagnesia Ärnbäck-Christie-Linde, 1938
- 프로아그네시아속 (Proagnesia) Millar, 1955
- Pterygascidia Sluiter, 1904